# Reka
Réka je velik naravni vodni tok. Po navadi vodni slap odvaja del padavinske vode in najde svojo pot z reko ali z vodotokom do oceana ali do velike vodne površine, kot sta morje ali jezero. Reke so sestavljene iz nekaterih osnovnih delov. Njen tok razdelimo na tri predele, izvir in gornji tok tvorita začetni del reke, ki postane glavni, spodnji ali dolnji tok. Reka teži k uravnoteženemu podolžnemu preseku in vzpostavitvi ravnovesja med erozijo in odlaganjem. V zgornjem toku prevladuje erozija. Manjši potoki se združujejo v močnejše tokove, ki odnašajo vedno več gradiva in v dolgih obdobjih izoblikujejo široke doline. V nižjih delih toka se strmec zmanjša in kamninski drobir se začne usedati.
Tista reka, ki doseže morje ali jezero je glavna reka, manjši vodotoki, tekoči po ozemlju, ki ga odmakajo in se združijo z reko, so pritoki. Vodni tok je navadno zaprt v strugo s koritom med brežinama. Voda poskuša po najkrajši poti doseči erozijsko bazo in pri tem vrezuje struge, erodira površje ter prenaša in odlaga kamninski drobir. Od količine vode in stalnosti tokov sta odvisni oblika rečne struge in način usedanja kamninskega drobirja.
Najnižji konec reke je njeno ustje. Glavna reka s svojimi pritoki tvori porečje ali rečni sistem. Ozemlju, s katerega odteka voda v glavno reko, rečemo porečje ali hidrografski bazen. V Sloveniji so štiri porečja: soško, največje savsko, dravsko in mursko, kolpsko. Del zemeljskega površja, ki ga odmaka več porečij, je povodje. Porečja in povodja so med seboj ločena z razvodji. Črta, ki razmejuje dve porečji ali razvodji je razvodnica. Glavna razvodnica loči povodij, ki se odmakajo v različne oceane.
Reke so najpomembnejši dejavnik oblikovanja zemeljskega površja, poleg tega pa imajo izjemen pomen za človeštvo, saj neposredno vplivajo na nastajanje mest, kmetijstvo, proizvodnjo električne energije in promet.

## Vrste rek
- alogéna réka je reka, ki priteka z območij z obilnimi padavinami in teče čez sušna območja; reka, ki priteka na kraško površje z neprepustnih sedimentov
- alohtóna réka je reka, ki priteka iz tujega okolja, npr. v sušnem podnebju z bolj namočenega območja
- efluéntna réka je reka, ki jo napaja zlasti talna voda
- eksótična réka je tranzítna réka
- epigenétska réka je reka, ki je zašla z lastne nasipine in se zajedla v trdno kamninsko podlago
- epizódna réka je obdóbna réka
- glávna réka je osrednja, največja, navadno najdaljša, najbolj vodnata in/ali najvišje izvirajoča reka v porečju; osnovna reka
- gôrska réka je reka, ki teče v gorskem svetu in ima zaradi neuravnovešenega strmca hitrejši tok, večjo erozijsko in transportno moč, izrazitejše mešanje vode in njeno hitro izmenjavanje
- jézerska réka je jézernica
- kráška réka je reka s kraškim izvirom, ponorom in prekinjenim površinskim tokom; reka na krasu
- ledeníška réka je motna reka, ki izvira izpod talečega se ledenika in ima največ vode poleti; vodni tok na površju ledenika, navadno kratek
- meándrska réka je reka z meandri
- nèpresihajóča réka je stálna réka
- občásna réka je reka, ki zaradi premalo padavin, prevelikega izhlapevanja vode, ponikanja vode v tla, prevelikega izčrpavanja podtalnice občasno presahne; periódična réka, presihajóča réka
- obdóbna réka je reka, ki teče le po priložnostnem izdatnejšem deževju, ponekod samo za kratek čas v večletnem razdobju
- obglávljena réka je reka, ki jo je druga reka z globljo strugo z zadenjsko erozijo preusmerila v svoje korito

(Vir: Geografski terminološki slovar )

## Topografija
Reka se začne pri izviru (ali pogosteje iz več izvirov) in konča na ustju, vmes pa sledi toku reke. Voda v reki je omejena na strugo (kanal), ki je običajno sestavljena iz struge med bregovoma. Pri večjih rekah tudi med poplavnimi nasipi ali poplavnimi ravnicami, ki preprečujejo poplavnim vodam uiti iz struge ali omogočajo kontrolo nad njimi. Poplavne ravnice so lahko zelo široke glede na velikost struge. Razlika med strugo in poplavno ravnico je lahko zabrisana, posebej v urbanih območjih, kjer je ta obzidana.
Reke lahko tečejo po pobočjih gora, skozi rečne doline (depresije) ali po ravninah in lahko ustvarijo kanjone ali soteske.
Izraz gornji tok se nanaša na smer proti izviru reke, tj. v nasprotni smeri toka. Podobno izraz spodnji tok opisuje smer proti izlivu.
Izraz levi breg se nanaša na levo stran v smeri toka, desni breg na desno stran v smeri toka.
Rečna struga običajno vsebuje en sam tok vode, so pa nekatere reke, ki tečejo v več prepletenih in povezovalnih vodnih tokovih. Obsežne prepletene reke so v le nekaj regijah po svetu, kot je južni otok na Novi Zelandiji ali nekatere reke v Himalaji (primer Yarlung Tsangpo/Brahmaputra), tudi na Aljaski, itd. Pojavljajo se tudi na zelo ravninskem terenu in v nekaterih večjih rečnih deltah. Anastamosne reke so podobne prepletenim rekam, a so precej redke. Imajo obliko ožilja in prenašajo velike količine sedimentov (primer reka Columbija v Britanski Kolumbiji, reka Narew na Poljskem,...). Obstajajo redki primeri bifurkacije ko se reka ločuje in novi tokovi končajo v različnih izlivih, lahko v različnih oceanih. Primer je bifurkacija reke Nerodimka na Kosovu.
Rečni tok je vir energije, ki deluje na rečno strugo, da spreminja svojo obliko (smer in prerez). Leta 1757 je nemški hidrolog Albert Brahms empirično ugotovil, da je potopljena teža predmetov, ki jih lahko odnese reka, proporcionalna do šestkratne moči hitrosti rečnega toka.   Ta formulacija je zato včasih imenovana zakon zračen je. Torej, če se hitrost pretoka podvoji, bi tok preselil predmete s 64-krat toliko potopljene teže. V gorskih hudourniških območjih je to mogoče razumeti kot erozijske kanale preko trdih kamnin in ustvarjanje peska in proda z uničenjem večjih skal. Ledeniške doline v obliki črke U so lahko naslednji primer, pogosto so reke vklesale struge v obliki črke V. V srednjem toku, kjer reka teče čez položnejša zemljišča, lahko oblikuje okljuke z erozijo zunanjih delov brežin in odlaganjem materiala na notranji strani zavojev. Včasih bo reka odrezala zanko, skrajšala strugo in oblikovala mrtvico. Reke nosijo velike količine sedimentov in lahko v ustju razvijejo delte. Reke, katerih ustja so v slanih plimskih vodah lahko tvorijo estuarij.
V celotnem toku reke, bo skupna količina vode, ki se transportira v toku, kombinacija površinskega pretoka vode skupaj z znatnim obsegom, ki teče skozi podpovršinske kamnine in prod. To je tako imenovana hiporeična cona, z vodo nasičeno območje pod in ob strugi. Hiporeična cona je povezana s talno vodo. Pri številnih rekah v velikih dolinah, lahko ta nevidna komponenta toka močno presega vidni tok.

### Rečni relief
Rečni relief je posledica delovanja rečnih tokov in je najznačilnejša podoba kopnega površja Zemlje. Takšno površje je sestavljeno iz več porečij, ta pa iz dolin in slemen. Pri tem so pomembna tudi pobočja kot elementi dolin zaradi omogočanja denudacije in erozije, rečni tokovi pa zaradi odnašanja nanešenega materiala. Voda v rečnem toku namreč premore od svoje hitrosti in količine odvisno kinetično energijo, ki je največja v sredini toka tik pod njegovo površino (prikaz te hitrosti je mogoč z izotahami). Hitrost tokov se navadno giblje med 1 m/s v nižinskih rekah oziroma delih rek ter 6 m/s v gorskih. S hitrostjo je povezan tip preoblikovalnih procesov, tako je v zgornjem toku najčešče zaznati erozijo, v spodnjem akumulacijo in v srednjem mešanico obeh. Postopek oblikovanja reliefa slemen in dolin je v teoriji erozijskega cikla opisal ameriški geomorfolog William M. Davis, a je bila ta nekoč široko priznana teorija kasneje močno dopolnjena zlasti z vidika števila dejavnikov preoblikovanja površja.

#### Razvoj rečnega reliefa
Zgornji tok
- Globinska erozija - vrezovanje v globino
- Soteska ali deber - ozka globoka dolina v obliki črke V.
- Vintgar - zelo ozka soteska, enako široka na dnu in na vrhu, kar pomeni da ima skoraj navpična pobočja
- Korita - reka je vrezana v dolinsko dno. Široka je le nekaj metrov, globoka pa več 10 metrov.
- Kanjon - zelo globoka dolina velikih dimenzij, ki ima navpične ali stopničaste stene
- Brzica -  mesto na katerih voda skače čez kamenje in skale
- Slap -  reka pada čez navpične stopnje

Srednji tok
- Okljuk ali meander - zelo močni zavoji
- Stržen - del vodnega toka, kjer je hitrost največja (pri vsakem zavoju se postavi na zunanjo stran); najgloblji del rečne struge, sredina rečnega toka, glavni tok reke (vodni stržen)
- Bočna erozija - bočno spodkopavanje brežine
- Naplavna ravnica - odlaganje materiala
- Dolina z ravnim dnom - razširjeno in izravnano celotno dno reke
- Vršaj - iz strme in ozke doline reka priteče na ravno in širše dno kotline, tam se ji zmanjša strmec in transportna moč, zato začne odlagati material v obliki pahljačastega nanosa.
- Rečna terasa - reka zaradi različnih razlogov preide iz bočne in akumulacijske erozije spet v globinsko in se ponovno bočno razširi
- Ježa - strmo pobočje med prejšnjo in novo naplavno ravnico pri rečnih terasah.

Spodnji tok
- Prevladujoč proces je akumulacija, na zunanjih delih meandrov pa deluje bočna erozija
- Mrtvi meandri ali mrtvice - ob visokih vodah reka pogosto menja strugo, za seboj pa opušča meandre.
- Delta (nekakšen podaljšek kopnega v morje) - reka, ki se izliva v morje se lahko razcepi na več rokavov in v morje odlaga velike količine materiala.

### Rečno korito
Glede na vijugavost in prepletenost lahko ločimo štiri tipe rečnih oblik: 
- enokoritne, rahlo vijugave (ravne) tokove;
- enokoritne, vijugave (meandrske) tokove;
- večkoritne, rahlo vijugave (prepletajoče) tokove in
- večkoritne, vijugave (anastomozne) tokove.

Dimenzije rečnega korita so pri enakem pretoku odvisne med drugim od vrste sedimenta in načina njegovega transporta, kar vpliva tudi na značaj dna korita in njegovih bregov. Stabilnost korita pa je odvisna od moči in hitrosti pretoka, količine sedimenta, ki ga ta prenaša in odpornosti brežin na erozijo.

### Erozija
Rečna erozija, ki je razdeljena na globinsko in bočno, je močna pri velikem strmcu in z njim povezani hitrosti vode, saj se kinetična energija toka sprva troši za prenos samega toka, presežek se vloži v prenos prostih (akumuliranih) delcev in šele po premiku vseh slednjih pride do uporabe energije za erodiranje. Zato je zadnje značilno zlasti za zgornji tok reke, dolžina tega pa se skladno s starostjo rečnega toka manjša zaradi napredovanja erodiranja pobočij dolin. Reka na ta način dosega erozijsko terminanto oziroma naklon strmca, ki ne dopušča ne erodiranja ne akumuliranja. Erozijska terminanta v praksi ni mogoča in se ji najstarejše reke sveta le približujejo, saj sta razgibanost reliefa in z njo strmec odvisna od mnogih preoblikovalnih dejavnikov. Tako se za primer ob premiku morske gladine (erozijska baza reke) zaradi tektonskih dvigov prične ponovno uravnoteževanje strmca in zato zadenjska (tudi regresivna) erozija, ki preoblikuje rečno strugo od ustja navzgor proti povirju.
Ker sta erozija in denudacija najmočnejši v zgornjem toku, lahko reka prebije razvodni hrbet ter preusmeri vodo sosednjega povirja v svoj tok (obglavljenje reke). Zaradi vodnih vrtincev in različno odpornih kamnin v dnu struge na območju erodiranja nastajajo do 2 metra globoki erozijski lonci oziroma draslje, pod slapovi in na rečnih zavojih pa tolmuni. Slapovi in brzice se pojavljajo na tektonskih stopnjah in so značilni za mlade rečne profile, kjer erozija še ni občutneje uravnotežila površinskih razlik vzdolž struge. Posebna oblika so nestabilni slapovi v lehnjaku, ki se tvorijo kot posledica izločanja sige. Osamelci v rekah so gmote bolj odpornih kamnin v strugi.
Reka ob zmanjšanju strmca preide v svoj srednji oziroma spodnji tok, kjer je rečna dolina širša. Tako pride do prostora za vijuganje in reka z bočno erozijo ustvarja meandre ter akumulacijske nasipe na notranjih delih zavojev ter globlje erodirane predele na zunanjih straneh.
Posebna oblika erodirajočega delovanja vodnih tokov se izraža v poldnevniško potekajočih rekah zaradi učinka Coriolisove sile. Prihaja do bolj razjedenih vzhodnih bregov pri v smeri severa tekočih rekah in razjedenih zahodnih bregov pri na jug potujočih rekah, kar je zlasti opazno ob velikih tokovih Rusije, kakršen je Volga.

### Transport
Prah, pesek in drobir ter raztopljeni apnenec, ki se v rečni strugi znajdejo zaradi rečne erozije in denudacije, tok prenaša po strugi navzdol. Zaradi brušenja (to brušenje predstavlja tudi povečano erodiranje rečne struge) nastajajo zaobljeni delci, imenovani rečni prod.

### Odlaganje (akumulacija)
Odlaganje materiala poteka na področjih padca hitrosti toka, kar največkrat pomeni prehod v srednji ali spodnji tok, oziroma prehod iz hribovitega v bolj uravnan svet. Takšna povezava z akumulacijo pa ni obvezna, tako zaradi novega uravnoteževanja reka prične erodirati vzdolž celotnega toka ob tektonskem dvigovanju podlage (npr. Sava v Posavskem hribovju in Donava v Džerdapu) ter nasipavati material od primeru tektonskega ugrezanja. Ravno tako prihaja do periodičnega akumuliranja v zgornjem toku (nizek vodni stolpec) in erodiranja v spodnjem (visok vodni stolpec). Reke s seboj nosijo velike količine materiala: Sava Dolinka mimo Jesenic potuje s 160.000 m³ proda letno in Misisipi ob New Orleansu s skoraj 1,5 milijona ton dnevno.
Najjasnejša posledica rečne akumulacije so ravna dna dolin - tako prihaja do nastanka obsežnih prodišč (Furlanija). Zaradi odlaganja na dnu struge se oblikujejo podolgovati rečni otoki, odlaganje materiala neposredno ob prehodu iz hribovitega v nižji svet pa botruje stvaritvi vršajev oziroma pahljačastih nanosov materiala ob strugi. Še ena izmed posledic odlaganja so izgonske struge, katerih dno in bregovi so dvignjeni nad okolico (Pad); takšen svet je primeren za gradnjo namakalnih sistemov, a tudi pod vplivom pogostih poplav. Odlaganje materiala ob rečnih izlivih v morja povzroča rečne delte, ki se širijo v okolico po delti premikajoče se struge ter tudi v morje in so podlaga za nastanek obsežnih močvirij (Soča in Nil). Tudi ob izlivih rek v jezera nastajajo jezerske rečne delte (Savica pri Bohinjskem jezeru in Selenga pri Bajkalskem jezeru).
Rečne terase so rezultat menjavanja bočne erozije in akumulacije ter globinske erozije. Ob spremembi množine vode v strugi (primer je konec ledene dobe s taljenjem ledenikov in povečano količino tekoče vode) ali višine erozijske baze (morska gladina) reka materiala ne odlaga več, pač pa zaradi povečane hitrosti (kinetične energije) prične erodirati svojo naplavno ravnico in v njej oblikovati novo strugo. Ker obdobje povečane kinetične energije vodotoka navadno ne traja dolgo, ta ne erodira svoje celotne naplavine, zato ob robovih ostanejo rečne terase. Postopek se lahko ponovi večkrat in tako tudi pride do oblikovanja večetažnega sistema rečnih teras.

### Podzemni tokovi
Večina rek, vendar ne vse, tečejo na površini. Podzemnih reke tečejo skozi podzemne jame ali kaverne. Take reke so pogoste v regijah z apnenčastimi geološkimi formacijami. Podglacialni potoki so pletene reke, ki tečejo na tleh ledenikov in ledenih plošč, ki omogočajo ledeniški vodi da se odvaja na čelni strani ledenika. Zaradi gradienta tlaka zaradi krovne mase ledenika, lahko tokovi tečejo celo navzgor.

### Stalnost pretoka
Presihajoča reka ali intermitentna reka - z občasnim površinskim tokom, teče le občasno in je lahko suha celo več let. Te reke se nahajajo na območjih z omejenimi ali zelo spremenljivimi padavinami ali pa se lahko pojavijo zaradi geoloških pogojev, kot je zelo prepustna rečna struga. Nekatere take reke tečejo v poletnih mesecih, a ne v zimskem času. Te reke se tipično napajajo iz krednih vodonosnikov, kateri se polnijo iz zimskih padavin.

## Klasifikacija
Reke lahko razvrščamo po mnogih kriterijih: glede na topografijo topografije, biotski status, njihov pomen za športne dejavnosti in podobno.

### Topografska klasifikacija
Reke je mogoče opredeliti na splošno kot aluvialna, temeljna ali kombinacija obeh. Aluvialna reka ima strugo in poplavno površino oblikovano v nekonsolidiranih ali šibko konsolidiranih sedimentih. Zato erodira svoje brežine in deponira gradivo ob zavojih in poplavnih površinah. Temeljne reke so strugo vrezale preko sedimentov do temeljnih kamnin. To se je zgodilo v območjih nekakšnih dvigov (s čimer se je spremenil naklon) ali kjer je posebno težka litologija omogočila reki, da je bolj strma in prerezala naplavine. Take reke zelo pogosto vsebujejo nanose na svojih bregovih. Ta material je pomemben pri spodkopavanju in ustvarjanju struge. Reke ki tečejo skozi zaplate kamnin in dele globokih aluvialnih nanosov, so mešanega tipa.
Aluvialne reke se lahko nadalje razvrščajo po vzorcu struge kot meandrirane, prepletene, potujoče, anastomozne ali ravne. Morfologija aluvialnih rek spreminja s kombinacijo oskrbe s sedimenti, sestavo substrata, odvajanjem, vegetacijo in agradacijo.
Na prelomu 20. stoletja, William Morris Davis oblikoval "ciklus erozije", metodo razvrščanja rek, ki temeljijo na njihovi "starosti". Čeprav je Davisov sistem še vedno mogoče najti v mnogih knjigah, je v 1950-tih in 1960-tih postal vse bolj kritiziran in geomorfologi so ga zavrnili. Davis je reke delil na:
- Mladostna reka: reka s strmim naklonom, z zelo malo pritoki in teče hitro. Njena struga spodkopava globlje. Primeri so reke Brazos, Trinity in Ebro.
- Zrela reka: reka z manj strmim naklonom in teče počasneje. Zrela reka se napaja s številnimi pritoki in ima več izlivov. Njena struga se upira spodkopavanju. Primeri so: Misisipi, Reka svetega Lovrenca, Donava, Ohio, Temza in Parana.
- Stara reka: reka z nizkim naklonom ter nizko erozijsko energijo. Za staro reko so značilne poplavne površine. Primeri so: Rumena reka, Ganges, Tigris, Evfrat, Ind in Nil.
- Pomlajena reka: reka z naklonom, ki se je dvignil zaradi tektonike. Primeri so: Rio Grande in Reka Kolorado..

### Biotska klasifikacija
Obstaja več sistemov klasifikacije, ki temeljijo na biotskih razmerah, od najbolj oligotrofinih ali neonesnaženih do najbolj evtrofnih ali onesnaženih.  Drugi sistemi temeljijo na celotnem pristopu eko-sistema. V Evropi so zahteve iz direktive o vodah pripeljale do razvoja različnih metod razvrščanja, vključno klasifikacijo, ki temelji na stanju ribištva. 
Sistem conacije rek, ki se uporablja v frankofonskih skupnostih deli reke v tri primarne cone:
- crenon je najvišja cona ob izviru reke. Za območje so značilne nizke temperature, zmanjšana vsebnost kisika in počasi tekoče vode.
- rhithron je gorvodni del reke, ki sledi crenonu. Zanj je značilna relativno hladna temperatura, visoka raven kisika in hiter, turbulenten tok.
- potamon je preostali dolvodni del reke. Zanj je značilna topla temperatura, nižja raven kisika, počasen tok in peščena tla.

### Klasifikacija brzic
International Scale of River Difficulty se uporablja za oceno izzivov plovnosti, zlasti tistih z brzicami. Razred I je najpreprostejši, razred VI je najtežji.

### Klasifikacija rečnih tokov
Strahler Stream Order uvršča reke glede na povezljivost in hierarhijo, ki jo prispevajo pritoki. Povirje so prvi red, medtem ko je reka Amazonka dvanajsti red. Približno 80% vodotokov na svetu so prvega in drugega reda.

## Raba
Reke se uporabljajo kot vir vode, za pridobivanje hrane, za prevoz, kot obrambni ukrep, kot vir energije za pogon strojev, za kopanje in kot sredstvo za odstranjevanje odpadkov.
Reke so uporabljali za navigacijo tisoče let. Našli so dokaze za navigacijo Indske civilizacije, ki je obstajala v severozahodnem Pakistanu okoli 3300 pred našim štetjem.  Rečna navigacija omogoča poceni prevoz in se veliko uporablja na večini večjih rek na svetu, kot so Amazonka, Ganges, Nil, Misisipi, Ind in druge.
V nekaterih gozdnatih območjih: kot sta Skandinavija in Kanada, drvarji uporabljajo reko za spravilo podrtih dreves dolvodno do lokacij za nadaljnjo predelavo.
Reke so vir hrane od prazgodovine in so pomemben vir pitne vode, ki se lahko uporablja za pitje in namakanje. Zato ni presenetljivo, da se večina večjih mest na svetu nahaja na bregovih rek. Reke pomagajo določiti oblike urbanega mesta in sosesk in njihovi koridorji pogosto predstavljajo priložnost za obnovo mest z razvojem sprehajališč. V manj razvitem svetu zagotavljajo enostaven način odstranjevanja odpadkov.
Hitro tekoče reke in slapovi se pogosto uporabljajo kot vir energije za pogon mlinov in hidroelektrarn. Pred izumom parnega stroja so bili mlini za mletje žita in za predelavo volne in drugih tekstilij pogosti po vsej Evropi. Leta 1890 so bili prvi stroji za proizvodnjo električne energije iz rečne vode nameščeni v Cragside v Northumberlandu. V zadnjih desetletjih je prišlo do znatnega povečanja v proizvodnji električne energije iz vode, še posebej v gorskih regijah.
Grobi sedimenti, kot sta prod in pesek, se v veliki meri uporabljajo v gradbeništvu. Taki posegi lahko ustvarijo obsežna nova jezera, habitati gramoznic se ponovno napolnijo z vodo. V drugih okoliščinah lahko destabilizira strugo in potek reke in povzroči hude poškodbe za drstenje ribjih populacij, ki se zanašajo na stabilne formacije.
Na gorskih rekah, kjer se pojavljajo brzice ali celo slapovi, se te pogosto uporablja za rekreacijo..
Reke so pomembne pri določanju političnih meja držav in pri obrambi. Na primer, Donava je bila dolgoletna meja rimskega cesarstva, danes pa tvori večino meje med Bolgarijo in Romunijo. Misisipi v Severni Ameriki in Ren v Evropi sta veliki meji vzhod-zahod na teh celinah. Reki Oranje in Limpopo v južni Afriki tvorita meje med pokrajinami in državami vzdolž njihovih poti.

## Upravljanje
Reke v večini držav upravljajo ali nadzorujejo, da bi bile bolj koristne, manj moteče ali primerne za človeške dejavnosti.
- Jezovi se gradijo, da se nadzoruje pretok, zadržuje voda ali uporablja za proizvodnjo energije.
- nasipi se gradijo, da bi se preprečilo rečnim vodam odtekanje na poplavne površine.
- Prekopi se gradijo, da bi povezali reke med seboj za prenos vode ali za plovbo.
- vodotoke se lahko spremeni za izboljšanje plovbe ali za povečanje pretoka.

Upravljanje rek je neprekinjena dejavnost saj se reke nagibajo k neprestanim spremembam, bodisi zaradi narave ali ukrepov človeka. Izkopani kanali se zamuljijo, vodne zgradbe se poslabšajo s starostjo, nasipi in jezovi lahko začnejo prepuščati vodo ali se katastrofalno poškodujejo.
Reke so se vedno upravljale za ohranjanje habitatov, ki so pomembni za veliko število vodnih in obvodnih rastlin in vodnih živali, vodnih ptic, ujed, ptic selivk in mnogih sesalcev.

## Reke v Sloveniji
Po Sloveniji teče 59 rek, njihova skupna dolžina pa je približno 2.500 km. Območje Slovenije se deli dve vodni območji:
- vodno območje  Donave, prekriva 81 % ozemlja Slovenije (16.423 km2), zajema porečja Mure, Drave, Save;
- vodno območje Jadranskega morja, prekriva 19 % ozemlja Slovenije (3.851 km2), zajema povodje Soče in povodje jadranskih rek.

Najdaljša slovenska reka je Sava, ki meri od izvirov Save Dolinke v Zelencih do meje s Hrvaško 221 km. Sledijo ji Drava s 142 km, Kolpa s 118 km in Mura s 95 km. Posebnost Kolpe je, da je skoraj pol dolžine te reke meja med Slovenijo in Hrvaško. Največje padavinsko zaledje v Sloveniji ima reka Sava, reka Drava pa je zaradi svojega pretoka najbolj vodnata reka v Sloveniji; na določenih mestih je njen povprečni pretok čez 320 m3/s.